# Uberella
Uberella is een geslacht van weekdieren uit de klasse van de Gastropoda (slakken).

## Soorten
- Uberella alacris Dell, 1956
- Uberella barrierensis (Marwick, 1924)
- Uberella denticulifera (Marwick, 1924)
- Uberella keyesi Marwick, 1965 †
- Uberella maesta (Marwick, 1924) †
- Uberella marwicki Powell, 1935 †
- Uberella pseudovitrea (Finlay, 1924) †
- Uberella pukeuriensis (Marwick, 1924) †
- Uberella simulans (E. A. Smith, 1906)
- Uberella vitrea (Hutton, 1873)